# Ophiomyia variegata
Ophiomyia variegata är en tvåvingeart som först beskrevs av Spencer 1977.  Ophiomyia variegata ingår i släktet Ophiomyia och familjen minerarflugor. Inga underarter finns listade i Catalogue of Life.